# Библиотека Маммы Хайдары

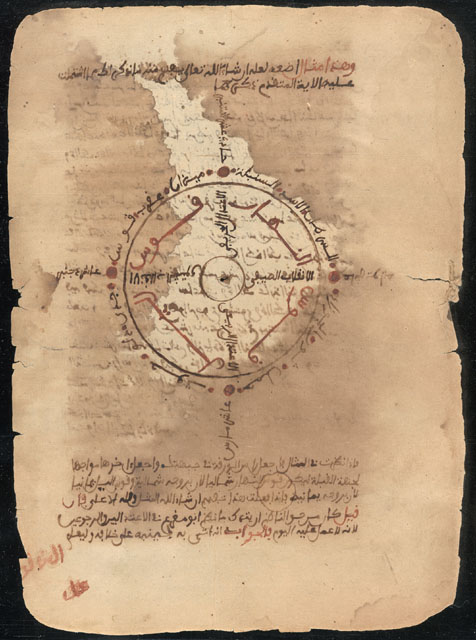
Рукопись из библиотеки Маммы Хайдары

Библиотека Маммы Хайдары — частная коллекция рукописей Томбукту в Мали. Основана А. К. Хайдарой и названа в честь его отца. В библиотеке хранится старейшая и крупнейшая коллекция рукописей — около 22 000 экземпляров.

## История
Коллекция создана в XVI веке Мохаммедом эль-Моллудом. Их начали передавать по наследству, как и все рукописи Томбукту. В течение 20 века Мамма Хайдара собрал большую коллекцию рукописей.